# 哈德遜汽車

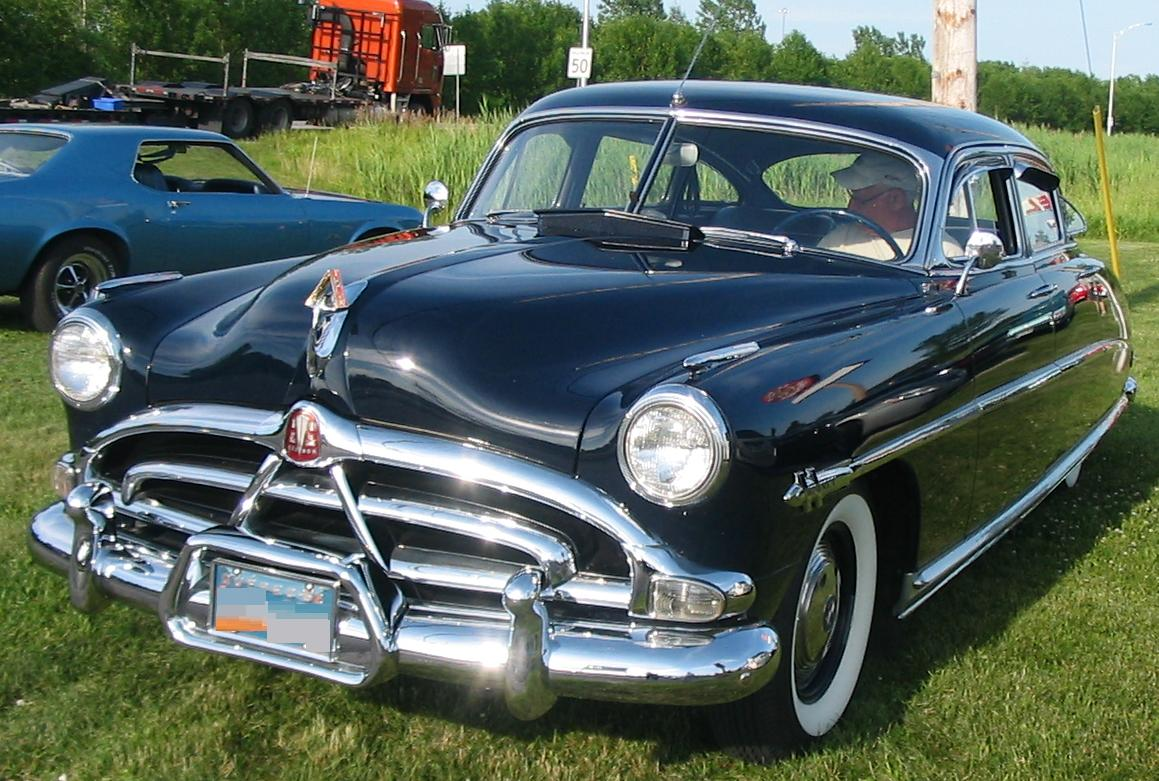
1952哈德遜

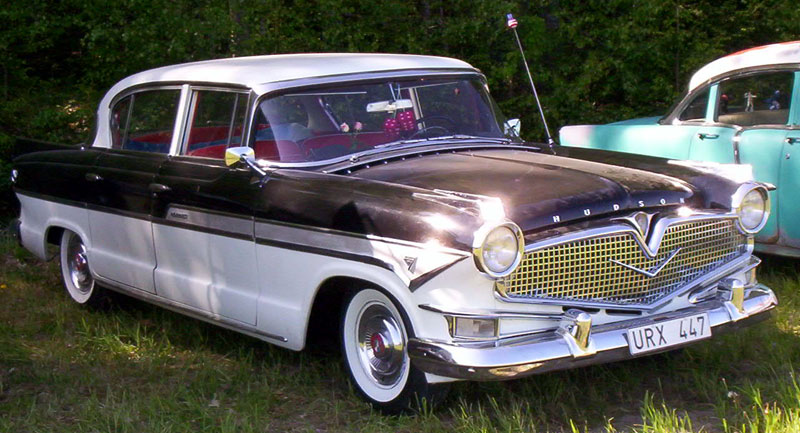
1957哈德遜黃蜂

哈德逊汽車（Hudson Motor Car Company），曾是一家著名的美国汽车制造厂，由美国人喬瑟夫·哈德遜（Joseph Lowthian Hudson）投资创立，主要生产低价实用的汽车，制造的汽车曾以造型新颖和价格低廉而受欢迎。

## 历史
- 1909年：美国人喬瑟夫·哈德遜（Joseph Lowthian Hudson）在密西根州的底特律投资创立了哈德逊汽车厂。
- 1954年：哈德逊同納許·凱文納特公司（Nash-Kelvinator Corporation）合并为美国汽车公司（American Motor Corporation）。
- 1957年：哈德逊品牌被弃用。

## 外部連結
- Hudson-Essex-Terraplane Club（页面存档备份，存于）
- "Hudson Car Club" Hudson enthusiast site at Classiccar（页面存档备份，存于）
- Hudson page on allpar.com with 1936 details（页面存档备份，存于）